# Fetish (Shandon)
Fetish viene definito da tutti come il primo degli album della fase matura degli Shandon. Rispetto alle produzioni passate si nota l'aumento dei ritmi veloci e delle chitarre distorte, ma la vera differenza è l'ingresso nelle linee audio di un frequente uso di fiati. Aumenta anche il numero di tracce in italiano, che su 16 canzoni sono quasi la metà.
Pochi mesi dopo l'uscita dell'album, il gruppo decide di farne uscire una seconda versione con allegato un EP contenente 3 brani: Ash, Sweet Dirty Girl e Karma Chameleon.

## Tracce

### Album
1. Placebo Effect – 2:32
2. Janet – 2:18
3. A Knightly Forest – 2:42
4. Egostasi – 3:11
5. Steady Night – 3:23
6. Blu – 2:20
7. Ruvida – 2:10
8. Sea-gull Surf – 2:58
9. Liquido – 2:54
10. G.G. Is Not Dead – 2:26
11. Seek and Destroy (cover dell'omonima canzone dei Metallica) – 4:08
12. Deadlock – 2:28
13. Semplice – 2:33
14. Oceans – 3:33
15. P.N.X. – 3:40
16. Stage Diving + Liquido (Acoustic Version) (bonus track nascosta) – 9:28

### EP Allegato
1. Ash – 2:53
2. Karma Chameleon (cover dell'omonima canzone dei Culture Club) – 3:28
3. Sweet Dirty Girl – 2:00
4. Ash (Mono Version) – 1:56

### Bonus track nascosta
Riportando indietro il CD a partire dall'inizio di Placebo Effect si può ascoltare una bonus track nascosta: Ruvida in versione acustica. Al termine del disco dopo il brano Stage Diving è inoltre presente un'altra bonus track nascosta, dopo alcuni minuti di registrazione di silenzio: Liquido in versione acustica

## Formazione
- Olly - voce e chitarra
- Andrea - basso e voce
- Marco - chitarra e voce
- Pedro - tromba
- Max - trombone
- Teo - batteria